# Sara Baras
Sara Pereyra Baras (San Fernando, 25 aprile 1971) è una ballerina e coreografa spagnola.

## Biografia
Acclamata ballerina di flamenco, Sara Baras ha studiato danza nella scuola della madre e poi si è unita alla compagnia Los Niños de la Tertulia Flamenca. Nel 1992 si è esibita alla Biennale della Danza a Lione e all'Esposizione Universale di Siviglia, mentre l'anno successivo si è esibita con il suo spettacolo Mira qué flamenco al Teatro Verdi di Genova.
Nel 1997 ha fondato la sua compagnia, con cui ha creato e portato in scena oltre una dozzina di spettacoli nei vent'anni successivi. Nel 2020 il suo spettacolo Ballet Flamenco Sombras è andato in scena al Teatro Sadler's Wells di Londra e le è valso il Laurence Olivier Award per l'eccellenza nella danza.

## Coreografie
- Sensaciones, 1998.
- Càdiz- La Isla, 1998.
- Sueños, 1999.
- Juana la loca, 2000.
- Mariana Pineda, 2002.
- Sabores, 2005.
- Baras-Carreras, 2006.
- Carmen, 2007.
- Esencia, 2009.
- La Pepa, 2013.
- Medusa, 2014.
- Voces, 2015.
- Sombras, 2018.